# 白銀町 (新宿区)
白銀町（しろがねちょう）は、東京都新宿区の町名。丁目の設定がない単独町名である。住居表示実施済み地域であるが、一部は未実施である。

## 地理
新宿区の北東部に位置する。町域の北は東五軒町、北東は筑土八幡町、南は神楽坂、西は赤城元町に接する（地名はいずれも新宿区）。地域内を大久保通りが通っている。地域内は住宅地で、マンションなども多く見られる。

## 歴史
白銀町では1988年（昭和63年）2月15日、近隣の筑土八幡町、津久戸町、下宮比町などともに住居表示を実施。実施後も旧来の町名が残された。

## 世帯数と人口
2025年（令和7年）3月1日現在（新宿区発表）の世帯数と人口は以下の通りである。
- 世帯数 : 792世帯
- 人口 : 1,428人

### 人口の変遷
国勢調査による人口の推移。
| 年                 | 人口  |
| ------------------ | ----- |
| 1995年（平成7年）  | 631   |
| 2000年（平成12年） | 407   |
| 2005年（平成17年） | 1,292 |
| 2010年（平成22年） | 1,384 |
| 2015年（平成27年） | 1,381 |
| 2020年（令和2年）  | 1,373 |

### 世帯数の変遷
国勢調査による世帯数の推移。
| 年                 | 世帯数 |
| ------------------ | ------ |
| 1995年（平成7年）  | 284    |
| 2000年（平成12年） | 209    |
| 2005年（平成17年） | 729    |
| 2010年（平成22年） | 775    |
| 2015年（平成27年） | 746    |
| 2020年（令和2年）  | 759    |

## 学区
区立小・中学校に通う場合、学区は以下の通りとなる（2018年8月時点）。
- 区域 : 全域
  - 小学校 : 新宿区立津久戸小学校
  - 中学校 : 新宿区立牛込第三中学校

## 交通
町域内に鉄道駅はないが、飯田橋駅が利用可能な範囲にある。西部では、東京メトロ東西線・神楽坂駅、大江戸線・牛込神楽坂駅も利用可能な範囲にある。

## 事業所
2021年（令和3年）現在の経済センサス調査による事業所数と従業員数は以下の通りである。
- 事業所数 : 39事業所
- 従業員数 : 356人

### 事業者数の変遷
経済センサスによる事業所数の推移。
| 年                 | 事業者数 |
| ------------------ | -------- |
| 2016年（平成28年） | 19       |
| 2021年（令和3年）  | 39       |

### 従業員数の変遷
経済センサスによる従業員数の推移。
| 年                 | 従業員数 |
| ------------------ | -------- |
| 2016年（平成28年） | 108      |
| 2021年（令和3年）  | 356      |

## 施設
- 新宿区立白銀公園

## その他

### 日本郵便
- 郵便番号 : 162-0816[3]（集配局 : 牛込郵便局[15]）。